# Amblyrhiza inundata
Amblyrhiza inundata é uma espécie de roedor da família Heptaxodontidae. É a única espécie do gênero Amblyrhiza. Conhecida apenas de fregmentos cranianos e dentes de depósitos de cavernas nas ilhas de Anguilla e São Martinho.